# Dibba Club
Dibba Al-Fujairah Club is een professionele voetbalclub uit de stad Fujairah in het gelijknamige Fujairah emiraat (Verenigde Arabische Emiraten). De club werd opgericht in 1976 en speelt anno 2019 in de UAE Arabian Gulf League.

## Erelijst
Kampioen 2e divisie in 2015

## Trainers
- 2007-2008  Yahya Alwan Manhal
- 2013-2014  Ghazi Ghrairi
- 2015-2016  Theo Bücker
- 2016-2016  Paulo Sergio
- 2016-2018  Paulo Comelli
- 2018-heden  Mohamed Kwid